# Drag Him to the Roof
Drag Him to the Roof è una canzone della rock band Toto, quarto singolo estratto dall'album Tambu.

## Informazioni
Il brano fu scritto da Steve Lukather, David Paich e Stan Lynch. Come singolo ebbe un buon successo commerciale, tanto da posizionarsi al ventottesimo posto nella Official Singles Chart. Il brano ha varie influenze che passano dall'Hard rock, al Pop rock, fino ad arrivare all'Alternative rock. Del brano non fu però girato il videoclip.

## Tracce
1. Drag Him to the Roof
2. I Will Remember

## Formazione
- Steve Lukather - chitarra elettrica e voce primaria (nel ritornello)
- Phillip Ingram - voce secondaria
- Jenny Douglas-McRae - voce primaria
- John James - voce primaria
- David Paich - tastiera e voce secondaria
- Steve Porcaro - tastiera
- Mike Porcaro - basso elettrico
- Simon Phillips - percussioni